# Tony Parker
William Anthony «Tony» Parker, Jr. (Brujas, 17 de mayo de 1982) es un exjugador de baloncesto francés, nacionalizado estadounidense, que disputó 18 temporadas en la NBA, y además fue capitán de la selección francesa. Con 1,88 metros de altura, jugaba en la posición de base.
En 2007 se convirtió en el primer jugador europeo en ser MVP de unas finales de la NBA. Es cuatro veces campeón de la NBA tras haber llegado a cinco finales y es el jugador con más asistencias en la historia de los San Antonio Spurs.

## Trayectoria deportiva
Después de jugar durante dos años para el Paris Basket Racing de la liga francesa de baloncesto, Tony Parker entró en el Draft de la NBA de 2001 y fue elegido por los San Antonio Spurs, en el puesto n.º 28.

### Primeros años NBA y primeros éxitos
Pronto se convertiría en el base titular de San Antonio, donde estaban Tim Duncan y David Robinson ("las torres gemelas") que venían de ganar su primer anillo dos años antes. En 2003 llegó también el argentino Emanuel Ginóbili, así que en su segunda temporada, la 2002-03, jugó todos los partidos de la temporada regular como titular y, ya en PlayOffs, llevó a su equipo a la Final de la NBA, donde se impusieron 4-2 a los New Jersey Nets de Jason Kidd, consiguiendo así su primer anillo de campeón.
Tras la retirada de Robinson en el verano de 2003, San Antonio formaría su particular "Big Three", con su líder Duncan, Parker y Ginóbili, así en la temporada 2003-04 acabaron terceros del Oeste y perdieron en PlayOffs frente a Lakers. Al año siguiente, 2004-05, acabaron segundos del Oeste, pero llegaron a las Finales de la NBA, donde derrotaron a los vigente campeones, los Detroit Pistons por 4-3, ganando su segundo anillo en cuatro años en la NBA.
Al año siguiente, 2005-06, a pesar de quedar campeón del Oeste en la temporada regular, en PlayOffs perdieron en semifinales de conferencia contra Dallas Mavericks por 3-4. En la temporada 2006-07, quedaron terceros del Oeste, pero durante los PlayOffs de 2007, ganaron a Denver, Phoenix y Utah, para acabar pasando por encima de los Cleveland Cavaliers de LeBron James (4-0) en la Final de la NBA, donde Tony Parker se llevó el MVP de las Finales y así su tercer anillo con 25 años.
Participó en sus dos primeros All-Star Game de la NBA, en 2006 en Houston, donde ganó el Concurso "Shooting Stars" de la NBA, y al año siguiente en 2007 en Las Vegas.

### 2011

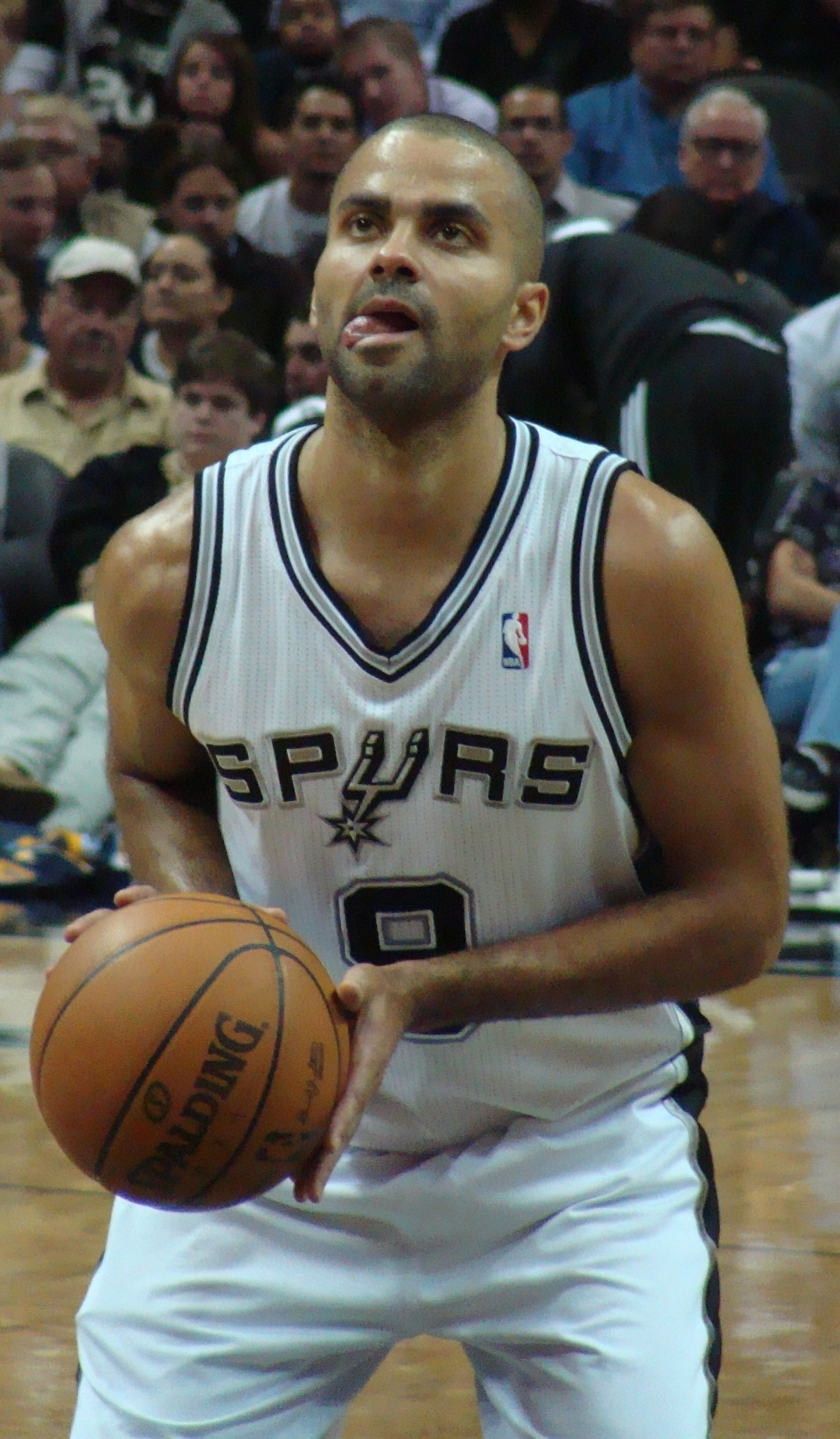
Parker, lanzando un tiro libre en 2010.

Durante la temporada 2010-11 San Antonio acabó primero del Oeste y se plantó en PlayOffs con el mejor récord de la liga, pero fueron sorprendidos en primera ronda por los Memphis Grizzlies de Marc Gasol y Zach Randolph.
En el Eurobasket 2011, llegó a ser el máximo anotador y la principal estrella de la selección francesa. Consiguió una media de 22.1 puntos por partido y 4.4 asistencias y la selección francesa consiguió llegar a la final, aunque perdió contra España. Tony Parker fue el mejor de su equipo con 26 puntos, pero no pudo con la España de Pau Gasol y Juan Carlos Navarro.

### 2012
Al producirse el Lockout de la NBA de 2012, Parker optó por ir al club del que es propietario, el Asvel, cobrando así un sueldo mileurista. También tuvo algunas buenas actuaciones, rondando siempre los 20 puntos. Cabe destacar la brillante actuación contra Valencia Basket, en la cual tuvo una valoración de +40.
Tras reanudarse la temporada 2011-12 hizo grandes actuaciones en partidos contra Clippers (30 puntos), 76ers (37 puntos), Toronto Raptors (34 puntos y 14 asistencias) o contra Los Angeles Lakers (29 puntos y 13 asistencias). El 4 de febrero de 2012 anotó 42 puntos al líder de la conferencia Oeste, los Thunder.
El 26 de febrero de 2012 ganó el concurso de habilidades de la NBA en el All-Star 2012 en Orlando. También participó en el partido de las estrellas en el equipo del Oeste donde anotó 6 puntos e hizo 4 asistencias en 12 minutos.
San Antonio, volvió a quedar primero de la Conferencia Oeste, compartiendo el récord de la liga con los Bulls del este (50-16). Así la primera ronda de PlayOffs de 2012, les enfrentó a Utah Jazz, a los que ganaron 4-0 y Parker rondó los 30 puntos en tres partidos. Ya en semifinales de Conferencia se deshicieron de Los Angeles Clippers también por 4-0, pero perdieron la final del Oeste contra Thunder por 2-4. Tras un primer partido en el que Ginóbili le dio la victoria a Spurs, en la última canasta, el segundo partido Parker hizo un partido espectacular, apenas falló en el lanzamiento y acabó el partido con 34 puntos y 8 asistencias, dejando la eliminatoria 2-0 a favor de San Antonio Spurs. Sin embargo, los Thunder reaccionaron, y se impusieron a los Spurs en 4 partidos seguidos. Parker, en el cuarto partido, anotó 29 puntos, 21 de los cuales en los dos primeros cuartos, con 10 asistencias.
Al terminar la temporada 2011-12, durante su estancia en un bar, se produjo una pelea en la que Parker salió herido en un ojo.
En los JJ. OO. de Londres 2012, Parker dirigió a la selección gala hasta cuartos de final donde cayeron derrotados frente a España, y Parker fue el máximo anotador con 15 puntos. Destacó en partidos contra Túnez, y sobre todo contra Argentina, anotando 27 puntos. Al finalizar el torneo, Parker se encontraba entre los máximos anotadores de las olimpiadas.

### 2013
Tony Parker comenzó la temporada con altibajos, aunque poco a poco fue recuperando su nivel habitual de juego. Firmó el primer triple-doble de su carrera contra los Rockets, en Houston, partido en la que los Spurs se llevaron la victoria. Tony Parker se convirtió en la principal referencia de San Antonio, por su rendimiento, tras muchos partidos por encima de los 25 puntos y otros por encima de los 30 puntos. Parker fue seleccionado juntamente con su compañero Tim Duncan para participar en el partido de las estrellas del All Star 2013 en Houston, en el que anotó 13 puntos. Parker, también fue seleccionado para disputar el Taco Bell Skills Challenge, el concurso de habilidades del All Star, dónde el ganador fue Damian Lillard.
Así que, durante la temporada 2012-13, Tony Parker se convirtió el artífice anotador y dominador del juego de los Spurs, siendo una de sus mejores campañas en la NBA. Fue uno de los nombres propuestos y uno de los candidatos que sonaron para MVP, junto a la de otras estrellas como Kevin Durant, LeBron James, Kobe Bryant, Chris Paul o Carmelo Anthony. Los Spurs se clasificaron para los playoffs, asegurando la segunda posición en la conferencia Oeste, y de la mano del Big Three de San Antonio (Parker, Duncan y Ginóbili) ganaron con un aplastante 4-0 a Los Angeles Lakers. Ya en segunda ronda, tuvieron una eliminatoria muy igualada contra Golden State Warriors de Stephen Curry, con buenas actuaciones de Tony Parker, sobre todo en el tercer partido en el que anotó 32 puntos, 25 de ellos en la primera mitad del partido, ronda que finalmente fue ganada por San Antonio Spurs, con un 4-2. En final de Conferencia Oeste, se encontraron con un sólido Memphis Grizzlies, que a pesar de su buen juego, no pudieron con los veteranos de los Spurs, con actuaciones de Parker en el tercer partido (15 puntos y 18 asistencias, su récord personal de asistencias en Playoffs) y en el cuarto (37 puntos y 7 asistencias). En el último y definitivo partido, Parker anotó 37 puntos y muy pocos errores en el tiro (sin fallos en el triple ni en la línea de personal, y con buenos porcentajes de tiro de 2). A pesar de que en ese partido, tuvo que irse al vestuario con molestias tras un golpe con Marc Gasol, regresó más tarde para sellar el partido y la final de conferencia que se llevaron los de Texas con un contundente 4-0. En las Finales, Parker tuvo buenos partidos, pero en general todos los jugadores de los Spurs. En el primer partido, los Spurs se llevaron la primera victoria en Miami gracias a la canasta de Parker que dio la vuelta al mundo, frente a LeBron, sobre la bocina de fin de posesión. Sin embargo, se fueron alternando las victorias, hasta que finalmente en el séptimo partido de las Finales de la NBA, Miami se llevó la victoria en su casa, a pesar de que los Tejanos estuvieron en todo momento dentro del partido.
En septiembre, Parker participó con su selección en el Eurobasket 2013 de Eslovenia. Tony Parker deslumbró durante el torneo, muchos partidos rondando los 30 puntos, como contra Bélgica, Ucrania, y sobre todo contra España en semifinales (con 32 puntos). En la final, contra Lituania, Parker aportó 12 puntos en la contundente victoria contra los lituanos. Finalmente la selección francesa se llevó el oro por primera vez en su historia y Tony Parker entró en el quinteto ideal del Eurobasket 2013, junto a Goran Dragić, Bojan Bogdanović, Linas Kleiza y Marc Gasol, donde además, Tony Parker fue el MVP del torneo.

### 2014
En la temporada regular 2013-14, San Antonio acabó en el primer puesto de la Conferencia Oeste, con el mejor récord de la liga (62-20). Así, iniciaron los Playoffs deshaciéndose en primera ronda de Dallas Mavericks (4-3), luego vino Portland Trail Blazers (4-1) y, ya en la final de Conferencia, vencieron a Oklahoma Thunder de Durant y Westbrook (4-2), para llegar, por segundo año consecutivo, a las Finales de la NBA y enfrentarse a sus verdugos del año anterior, los Miami Heat de LeBron James. La eliminatoria finalizó 4-1 a favor de los Spurs, con lo que Parker se alzó con su cuarto anillo, promediando durante la final 18 puntos y 4.6 asistencias.
[actualizar]

### Despedida de los Spurs
El 6 de julio de 2018 anunció que, tras 17 temporadas, dejaba los San Antonio Spurs y se iría a los Charlotte Hornets por una temporada, retirándose al final de la misma.
El 1 de abril de 2023 se hizo oficial su inclusión en la promoción de 2023 del Basketball Hall of Fame. El 12 de agosto se celebra la ceremonia de su inclusión en el Hall of Fame.

## Selección nacional

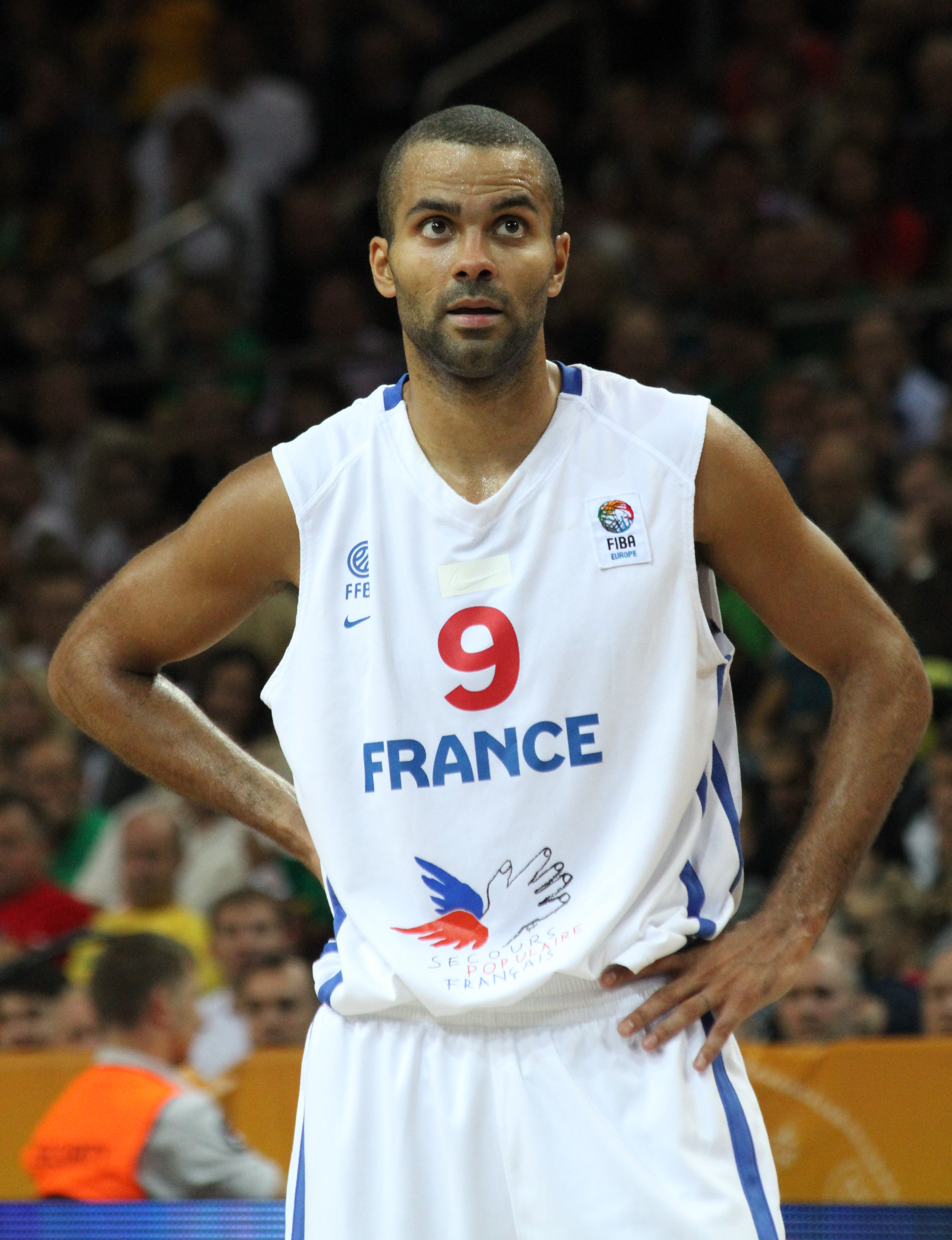
Parker con la selección francesa en 2011.

Parker disputó el campeonato europeo Sub-16 de 1997, donde quedaron en cuarto puesto, y luego los campeonatos europeos Sub-18 de 1998 y 2000, donde en este último consiguieron la medalla de oro y Parker fue nombrado MVP del torneo, al promediar 14,4 puntos y 2,5 asistencias por partido.> En 2002, fue parte del combinado francés que participó en el |campeonato europeo Sub-20, donde se llevaron el bronce y Parker promedió 25,8 puntos, 6,8 asistencias y 6,8 robos por partido.
Ya con la selección francesa absoluta, participó en los Eurobasket de 2001, 2003, 2005, 2007, 2009, 2011 y 2013. Ganando el bronce en 2005 plata en 2011, siendo el máximo anotador del torneo con 22,1 puntos y finalmente el oro en 2013, donde fue también el máximo anotador y nombrado MVP del torneo.
Mientras disputaba el EuroBasket 2015, anotó su punto número 1,032 en el torneo, superando a Nikos Galis como máximo anotador de la historia del campeonato. Este récord sería superado por Pau Gasol en 2017.
En julio de 2016, durante los JJ. OO. de Río, anunció su intención de retirarse se las competiciones internacionales, no de la NBA, por lo que la derrota en cuartos de final en ese campeonato, fue su último partido como internacional.

## Estadísticas de su carrera en la NBA
|  | Denota temporada en la que ganó la NBA |
|  | Líder de la liga                       |

### Temporada regular
| Año      | Equipo      | PJ    | PT    | MPP  | %TC  | %3P  | %TL   | RPP | APP | ROB | TPP | PPP  |
| -------- | ----------- | ----- | ----- | ---- | ---- | ---- | ----- | --- | --- | --- | --- | ---- |
| 2001-02  | San Antonio | 77    | 72    | 29.4 | .419 | .323 | .675  | 2.6 | 4.3 | 1.2 | .1  | 9.2  |
| 2002-03  | San Antonio | 82    | 82    | 33.8 | .464 | .337 | .755  | 2.6 | 5.3 | .9  | .1  | 15.5 |
| 2003-04  | San Antonio | 75    | 75    | 34.4 | .447 | .312 | .702  | 3.2 | 5.5 | .8  | .1  | 14.7 |
| 2004-05  | San Antonio | 80    | 80    | 34.2 | .482 | .276 | .650  | 3.7 | 6.1 | 1.2 | .1  | 16.6 |
| 2005-06  | San Antonio | 80    | 80    | 33.9 | .548 | .306 | .707  | 3.3 | 5.8 | 1.0 | .1  | 18.9 |
| 2006-07  | San Antonio | 77    | 77    | 32.5 | .520 | .395 | .783  | 3.2 | 5.5 | 1.1 | .1  | 18.6 |
| 2007-08  | San Antonio | 69    | 68    | 33.5 | .494 | .258 | .715  | 3.2 | 6.0 | .8  | .1  | 18.8 |
| 2008-09  | San Antonio | 72    | 71    | 34.1 | .506 | .292 | .782  | 3.1 | 6.9 | .9  | .1  | 22.0 |
| 2009-10  | San Antonio | 56    | 50    | 30.9 | .487 | .294 | .756  | 2.4 | 5.7 | .5  | .1  | 16.0 |
| 2010-11  | San Antonio | 78    | 78    | 32.4 | .519 | .357 | .769  | 3.1 | 6.6 | 1.2 | .0  | 17.5 |
| 2011-12  | San Antonio | 60    | 60    | 32.0 | .480 | .230 | .799  | 2.9 | 7.7 | 1.0 | .1  | 18.3 |
| 2012-13  | San Antonio | 66    | 66    | 32.9 | .522 | .353 | .845  | 3.0 | 7.6 | .8  | .1  | 20.3 |
| 2013-14  | San Antonio | 68    | 68    | 29.4 | .499 | .373 | .811  | 2.3 | 5.7 | .5  | .1  | 16.7 |
| 2014-15  | San Antonio | 68    | 68    | 28.7 | .486 | .427 | .783  | 1.9 | 4.9 | .6  | .0  | 14.4 |
| 2015-16  | San Antonio | 72    | 72    | 27.5 | .493 | .415 | .760  | 2.4 | 5.3 | .8  | .2  | 11.9 |
| 2016-17  | San Antonio | 63    | 63    | 25.2 | .466 | .333 | .726  | 1.8 | 4.5 | .5  | .0  | 10.1 |
| 2017-18  | San Antonio | 55    | 21    | 19.5 | .459 | .270 | .705  | 1.7 | 3.5 | .5  | .0  | 7.7  |
| 2018-19  | Charlotte   | 56    | 0     | 17.9 | .460 | .255 | .734  | 1.5 | 3.7 | .4  | .1  | 9.5  |
| Total    | Total       | 1,254 | 1,151 | 30.5 | .491 | .324 | .751  | 2.7 | 5.6 | .8  | .1  | 15.5 |
| All-Star | All-Star    | 6     | 0     | 18.3 | .522 | .167 | 1.000 | 1.8 | 4.7 | .8  | .1  | 8.8  |

### Playoffs
| Año   | Equipo      | PJ  | PT  | MPP  | %TC  | %3P  | %TL   | RPP | APP | ROB | TPP | PPP  |
| ----- | ----------- | --- | --- | ---- | ---- | ---- | ----- | --- | --- | --- | --- | ---- |
| 2002  | San Antonio | 10  | 10  | 34.1 | .456 | .370 | .750  | 2.9 | 4.0 | .9  | .1  | 15.5 |
| 2003  | San Antonio | 24  | 24  | 33.9 | .403 | .268 | .713  | 2.8 | 3.5 | .9  | .1  | 14.7 |
| 2004  | San Antonio | 10  | 10  | 38.6 | .429 | .395 | .657  | 2.1 | 7.0 | 1.3 | .1  | 18.4 |
| 2005  | San Antonio | 23  | 23  | 37.3 | .454 | .188 | .632  | 2.9 | 4.3 | .7  | .1  | 17.2 |
| 2006  | San Antonio | 13  | 13  | 36.5 | .460 | .222 | .810  | 3.6 | 3.8 | 1.0 | .1  | 21.1 |
| 2007  | San Antonio | 20  | 20  | 37.6 | .480 | .333 | .679  | 3.4 | 5.8 | 1.1 | .0  | 20.8 |
| 2008  | San Antonio | 17  | 17  | 38.5 | .497 | .350 | .753  | 3.7 | 6.1 | .9  | .1  | 22.4 |
| 2009  | San Antonio | 5   | 5   | 36.2 | .546 | .214 | .710  | 4.2 | 6.8 | 1.2 | .2  | 28.6 |
| 2010  | San Antonio | 10  | 2   | 33.5 | .474 | .667 | .595  | 3.8 | 5.4 | .6  | .0  | 17.3 |
| 2011  | San Antonio | 6   | 6   | 36.8 | .462 | .125 | .756  | 2.7 | 5.2 | 1.3 | .3  | 19.7 |
| 2012  | San Antonio | 14  | 14  | 36.1 | .453 | .333 | .807  | 3.6 | 6.8 | .9  | .0  | 20.1 |
| 2013  | San Antonio | 21  | 21  | 36.4 | .458 | .355 | .777  | 3.2 | 7.0 | 1.1 | .1  | 20.6 |
| 2014  | San Antonio | 23  | 23  | 31.3 | .486 | .371 | .729  | 2.0 | 4.8 | .7  | .0  | 17.4 |
| 2015  | San Antonio | 7   | 7   | 30.0 | .363 | .000 | .588  | 3.3 | 3.6 | .3  | .0  | 10.9 |
| 2016  | San Antonio | 10  | 10  | 26.4 | .449 | .250 | .857  | 2.2 | 5.3 | .6  | .2  | 10.4 |
| 2017  | San Antonio | 8   | 8   | 26.4 | .526 | .579 | 1.000 | 2.5 | 3.1 | .5  | .0  | 15.9 |
| 2018  | San Antonio | 5   | 0   | 13.4 | .378 | .000 | .714  | .8  | 1.2 | .4  | .0  | 6.6  |
| Total | Total       | 226 | 213 | 34.3 | .461 | .309 | .731  | 2.9 | 5.1 | .9  | .1  | 17.9 |

## Vida personal

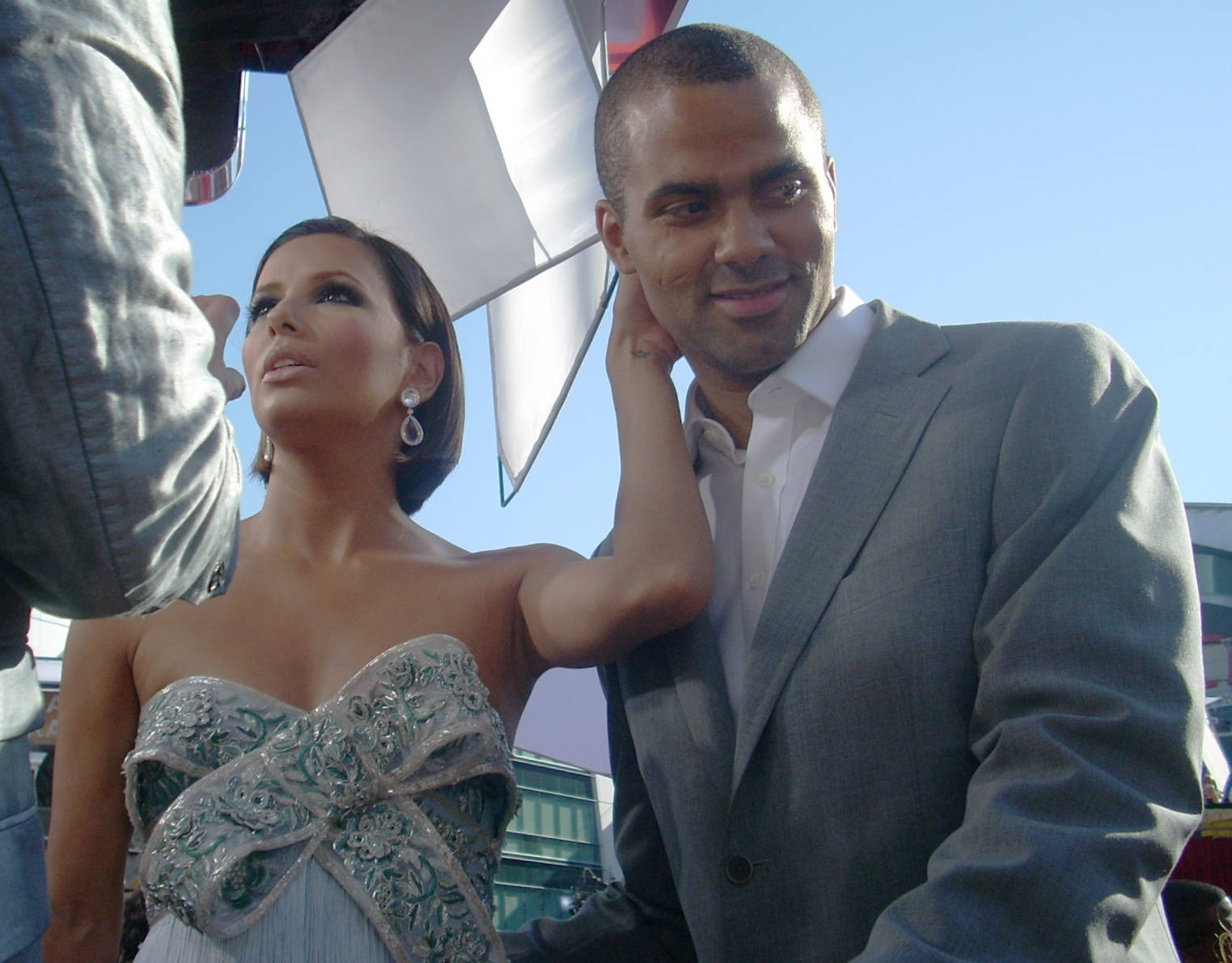
Parker con Eva Longoria en los Premios Emmy 2008.

Parker nació en una familia unida por fuertes lazos con el baloncesto profesional.
Desde 2014 está casado con la periodista Axelle Francine, con quien tiene dos hijos. Previamente estuvo casado con la actriz Eva Longoria, desde 2007 hasta 2011.
También ha dado sus primeros pasos en la música con el álbum de su mismo nombre (Tony Parker). Además, en el año 2008, realizó un cameo en la película Astérix en los Juegos Olímpicos.